# Timor Wschodni na Letnich Igrzyskach Olimpijskich Młodzieży 2010
Timor Wschodni na Letnich Igrzyskach Olimpijskich Młodzieży 2010 w Singapurze reprezentowało 3 sportowców w 2 dyscyplinach.

## Skład kadry

### Lekkoatletyka
- Ribeiro Pinto De Carvalho - bieg na 3000 m - DSQ

### Taekwondo
- Miloria Hanarisa De Arauju Santos - kategoria do 63 kg - 1-12 w 1/4 finału
- Maria Silva - kategoria do 44 kg - 0-4, 0-7, 0-1 w kwalifikacjach